# Kaivokatu
Kaivokatu, (suédois : Brunnsgatan)  est une rue du quartier de Kluuvi au centre d'Helsinki en Finlande. 

## Présentation
La Kaivokatu est une rue courte orientée Est-Ouest du centre d'Helsinki. 
Elle se termine à l'Est dans Mikonkatu après quoi elle est prolongée par la rue Kaisaniemenkatu. 
En bordure de Kaivokatu se trouve la gare centrale d'Helsinki et la place de la gare centrale ainsi que d'autres bâtiments remarquables comme le musée Ateneum et la  Makkaratalo. 
Le nom Kaivokatu vient du puits Globrunnet qui au 18e siècle se trouvait au croisement de l’actuelle Kaivokatu et de la rue Keskuskatu.
Plusieurs lignes de bus et les lignes de tramway 2, 3, 6 et 9 empruntent Kaivokatu. 
Le tunnel de la gare relie la gare centrale et la Makkaratalo, et donne accès à la station de métro Rautatientori.

## Galerie

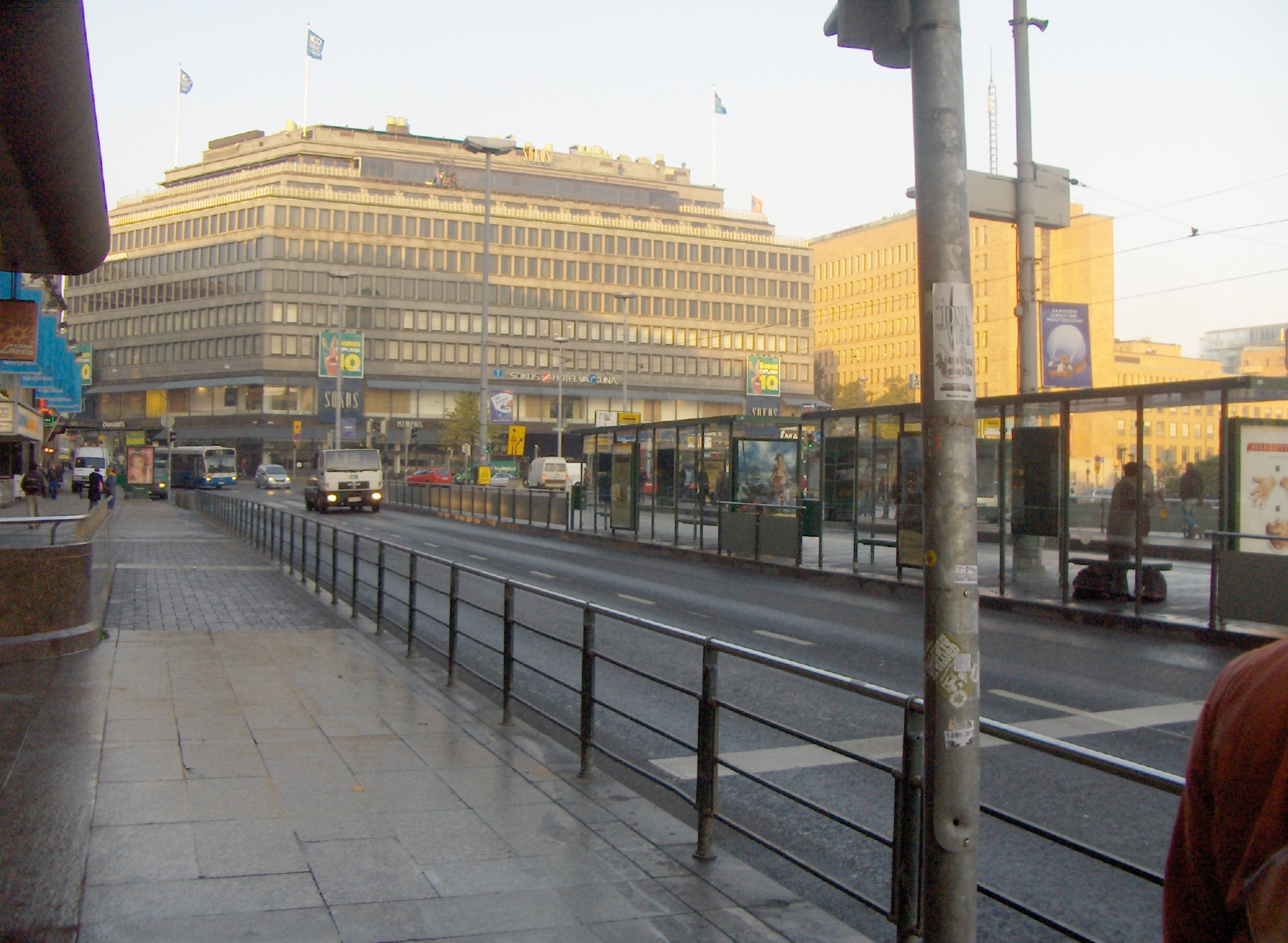
La rue Kaivokatu devant la gare centrale.
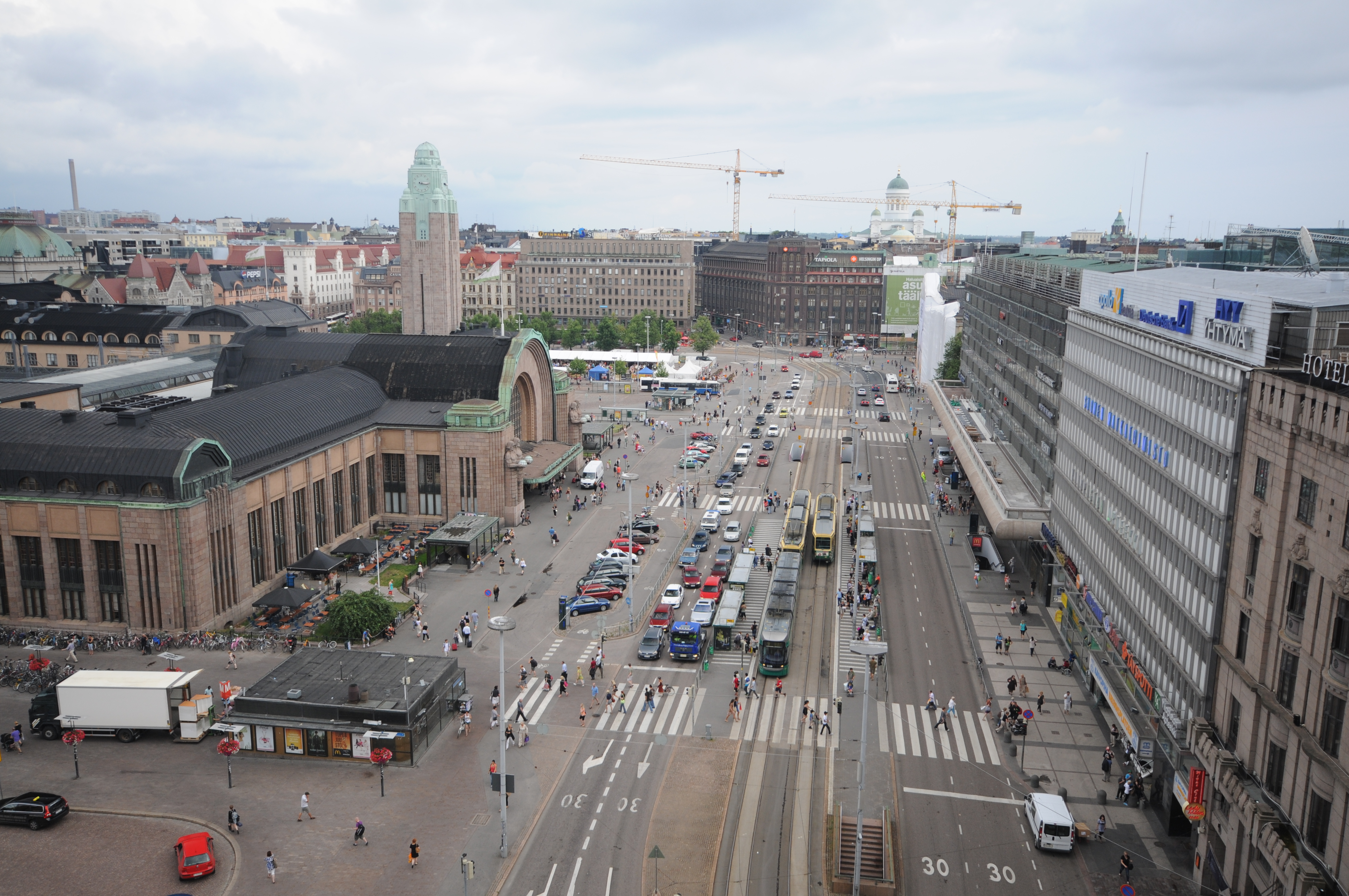
La rue Kaivokatu.
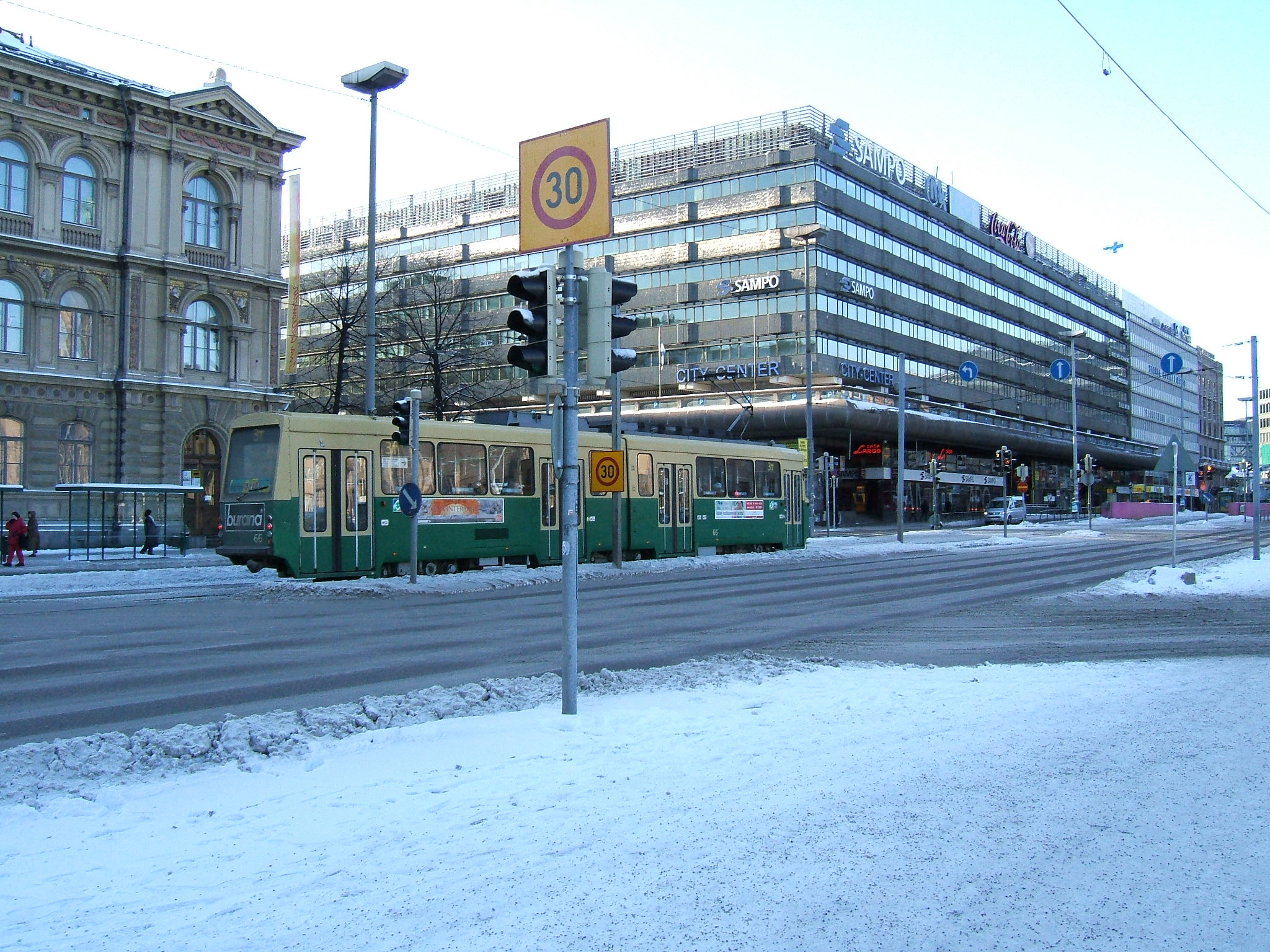
Un tram dans la rue Kaivokatu.
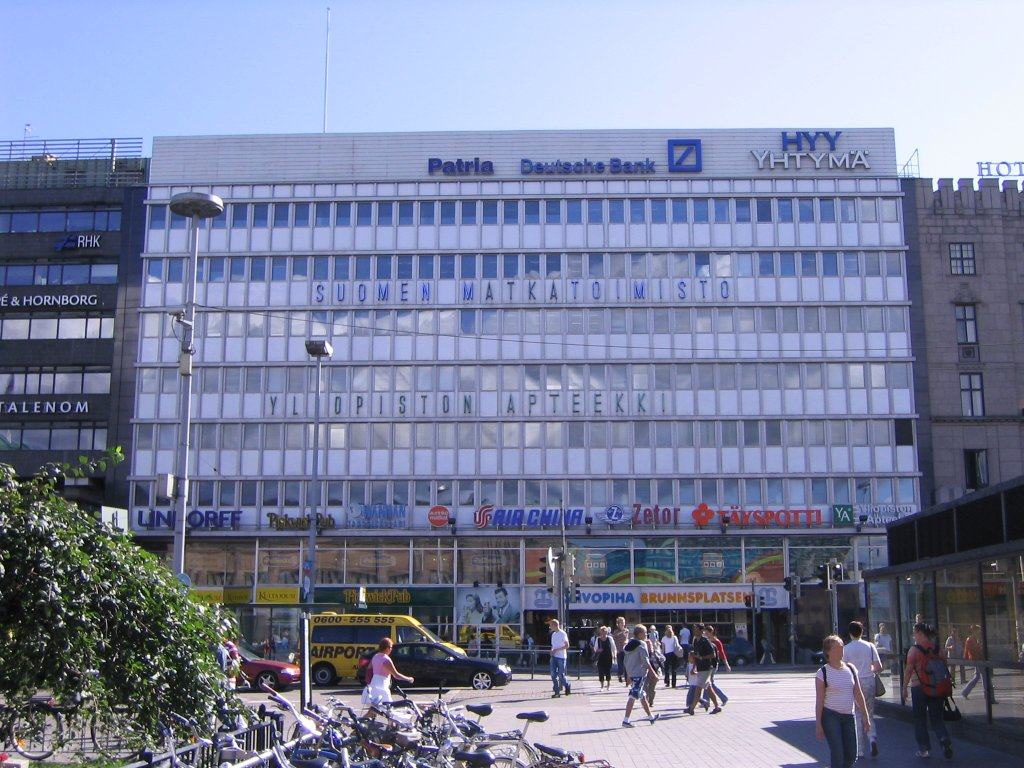
La Kaivotalo